# Jan Szczęsny Płatkowski
Jan Szczęsny Płatkowski (ur. 1864, zm. 1938) – polski literat, sekretarz magistratu i działacz niepodległościowy w Myślenicach.
Płatkowski miał pseudonim "Pobratymiec". Przez około 30 lat działał w służbie obrony kraju. Był autorem licznych utworów dla scen ludowych, pisanych lokalną gwarą. Przeróżne obrazki sceniczne jego były wydawane przez pół wieku aż do II wojny światowej, najczęściej we Lwowie i Poznaniu. Pisał w tygodniku "Dzwon Niedzielny" w Krakowie o historii obrazu i kultu MB Myślenickiej oraz o 300-leciu obecności wizerunku Madonny w Myślenicach (1633–1933). Spoczywa na Stradomiu.
Wszystkie utwory Płatkowskiego objęte były w 1951 roku zapisem cenzury w Polsce, podlegały one natychmiastowemu wycofaniu z bibliotek.